# Kelly Reichardt
Kelly Reichardt (Miami, 3 marzo 1964) è una regista, sceneggiatrice e montatrice statunitense.

## Biografia
Nel 1994 dirige il suo primo film River of Grass, in nomination per tre Independent Spirit Awards e per il Gran Premio della Giuria dal Sundance Film Festival. Nel 1999 realizza il cortometraggio Ode, basato su un romanzo di Herman Raucher. Dopo altri due cortometraggi, uno dei quali incentrato sulla guerra in Iraq, nel 2006 completa Old Joy, ispirato da un racconto di Jon Raymond. Il film ha vinto il Los Angeles Film Critics Association e altri riconoscimenti, tra cui quello all'International Film Festival Rotterdam.
Nel dicembre 2008 viene distribuito il suo film Wendy and Lucy, presentato nella sezione Un Certain Regard al Festival di Cannes 2008 e inserito in nomination come "miglior film" agli Independent Spirit Awards 2009. Ha poi diretto il western Meek's Cutoff, con Michelle Williams, in concorso alla 67ª Mostra internazionale d'arte cinematografica di Venezia. Il suo successivo film, Night Moves, debutta in concorso alla 70ª Mostra internazionale d'arte cinematografica di Venezia. A questi film segue Certain Women, girato nel 2016, basato su un racconto di Maile Meloy incluso nella raccolta Both Ways Is the Only Way I Want It. Nel 2019 è la volta di First Cow, basato sul romanzo del 2004 di Jonathan Raymond The Half-Life. Nel 2022 gira Showing Up, pellicola presentata in concorso al 75º Festival di Cannes.

## Filmografia

### Regista
- River of Grass (1994)
- Ode – mediometraggio (1999)
- Old Joy (2006)
- Wendy and Lucy (2008)
- Meek's Cutoff (2010)
- Night Moves (2013)
- Certain Women (2016)
- First Cow (2019)
- Showing Up (2022)
- The Mastermind (2025)

### Sceneggiatrice
- River of Grass (1994)
- Ode – mediometraggio (1999)
- Old Joy (2006)
- Wendy and Lucy (2008)
- Night Moves (2013)
- Certain Women (2016)
- First Cow (2019)
- Showing Up (2022)
- The Mastermind (2025)

### Montatrice
- Old Joy (2006)
- Wendy and Lucy (2008)
- Meek's Cutoff (2010)
- Night Moves (2013)
- Certain Women (2016)
- First Cow (2019)
- Showing Up (2022)
- The Mastermind (2025)

### Attrice
- L'incredibile verità (The Unbelievable Truth), regia di Hal Hartley (1989)
- Poison, regia di Todd Haynes (1991)
- Habit, regia di Larry Fessenden (1995)

### Costumista
- L'incredibile verità (The Unbelievable Truth), regia di Hal Hartley (1989)

## Riconoscimenti
- Critics' Choice Awards
  - 2021 – Candidatura alla miglior sceneggiatura non originale per First Cow
- Festival di Cannes
  - 2008 – Candidatura al Un Certain Regard Award per Wendy and Lucy
  - 2022 – Candidatura alla Palma d'oro per Showing Up
  - 2022 – Golden Coach
- Festival internazionale del cinema di Berlino
  - 2020 – Candidatura al miglior film per First Cow
- Gotham Independent Film Awards
  - 2006 – Candidatura al miglior film per Old Joy
  - 2011 – Candidatura al miglior film per Meek's Cutoff
  - 2016 – Candidatura al miglior film per Certain Women
  - 2016 – Candidatura all'Audience Award per Certain Women
  - 2021 – Candidatura al miglior film per First Cow
  - 2021 – Candidatura alla miglior sceneggiatura per First Cow
  - 2021 – Candidatura all'Audience Award per First Cow
  - 2023 – Candidatura al miglior film per Showing Up
- Premio César
  - 2022 – Candidatura al miglior film internazionale per Fist Cow
- Locarno Film Festival
  - 2022 – Pardo d'onore